# Gle Panjang (kulle)
Gle Panjang är en kulle i Indonesien.   Den ligger i provinsen Aceh, i den västra delen av landet, 1 800 km nordväst om huvudstaden Jakarta. Toppen på Gle Panjang är 111 meter över havet.
Terrängen runt Gle Panjang är kuperad österut, men åt nordväst är den platt. Havet är nära Gle Panjang åt sydväst. Runt Gle Panjang är det ganska tätbefolkat, med 58 invånare per kvadratkilometer. I omgivningarna runt Gle Panjang växer i huvudsak städsegrön lövskog.